# Recorte de líneas
En informática gráfica, el recorte de líneas es el proceso de quitar las líneas o porciones de ellas que estén fuera de un área de interés. Normalmente cualquier línea o una parte es quitada si está fuera del área de vista.
Los algoritmos más corrientes son Cohen-Sutherland, Cyrus-Beck o Liang-Barsky.
Además existen otros como: Fast-Clipping, Nicholl-Lee-Nicholl, Sutherland-Hodgman, Weiler-Atherton
- Datos: Q6553234